# Wilhelm Rollmann (Marineoffizier)
Wilhelm Rollmann (* 5. August 1907 in Coburg; † 5. November 1943 im Südatlantik südwestlich der Insel Ascension) war ein deutscher Marineoffizier und U-Boot-Kommandant im Zweiten Weltkrieg.
Er war Kommandant von U 34 und U 848. Auf acht Feindfahrten versenkte er 23 Schiffe mit 98.927 BRT, darunter den britischen Zerstörer Whirlwind mit 1.100 ts, das britische U-Boot Spearfish und das norwegische Minenschiff Frøya mit 595 ts. Zwei Schiffe mit 5.710 BRT wurden als Prisen eingebracht.

## Leben
Wilhelm Rollmann trat 1926 in die Reichsmarine ein. Er absolvierte seine Infanterieausbildung in Stralsund und seine Bordausbildung an Bord des Segelschulschiffes Niobe und des Leichten Kreuzers Emden, auf dem er eine Weltreise nach Afrika, Ostasien, zu den Kokos-Inseln, nach Japan, USA, Südamerika, Mittelamerika und den Azoren mitmachte. Dann absolvierte er die üblichen Ausbildungslehrgänge. 1930 folgte eine nochmalige Bordausbildung auf dem alten Linienschiff Hessen, bevor er Kompanieoffizier in Stralsund wurde. Nach einem Funklehrgang wurde er 1931 Divisionsleutnant und 2. Funktechnischer Offizier auf dem Leichten Kreuzer Karlsruhe. Nachdem er Kompanieoffizier der 1. Marine-Artillerieabteilung war und einen Flak-Lehrgang absolviert hatte, wurde er Flak-Artillerie-Offizier auf der Karlsruhe. Weitere Kommandos führten ihn von 1933 über die Karlsruhe, den Leichten Kreuzer Leipzig und das Linienschiff Schleswig-Holstein schließlich zum Wach- und Funktechnischen Offizier auf dem Aviso Grille. Nach einem kurzen Intermezzo 1935/36 als Sachbearbeiter beim Militärattaché in London kehrte er auf die Grille zurück.

### U-Bootkommandant
Nach der U-Boot-Ausbildung wurde er 1938 Kommandant des Unterseebootes U 34. Mit diesem Typ VII A-Boot führte er sieben Unternehmungen durch. Unter anderem nahm Rollmann mit diesem Boot am Unternehmen Weserübung teil und griff am 18. April 1940 erfolglos den Schlachtkreuzer HMS Repulse an.  Ende 1940 zur Verfügung der 2. U-Flottille, wurde er Lehrer und Kompaniechef in der 2. U-Lehrdivision. 1943 absolvierte er die Baubelehrung für U 848 (Typ IX D 2) in Bremen und wurde Kommandant des Bootes. Es war üblich, dass sich die Besatzung eines deutschen U-Bootes ein Symbol ausdachte, das zum Zeichen des Bootes wurde und am Turm geführt wurde. Das bootsspezifische Zeichen von U 848 war ein Globus, der vom Spruch et quo volverunt gerahmt wurde.  Der erste Einsatz mit diesem Boot sollte nach Penang führen. Auf der Anfahrt ins Zielgebiet versenkte Rollmann einen allein fahrenden britischen Frachter. Die Versenkung der Baron Semple machte alliierte Luftstreitkräfte, die auf Ascension stationiert waren, auf die Anwesenheit des deutschen U-Bootes aufmerksam. Rollmanns Boot wurde wenige Tage später im Rahmen einer koordinierten Suche etwa 550 Kilometer westlich der Insel, an der Oberfläche fahrend, entdeckt. Die Besatzung von U 848 wehrte sich mit Artillerie gegen die angreifenden Bomber und trieben die Flugzeuge in so große Höhen, dass sich deren Piloten entschlossen, ihre Wasserbomben aus über einem Kilometer Höhe abzuwerfen, was zu keiner Wirkung führte, so dass mehrere Luftangriffe zunächst erfolgreich abgewehrt werden konnten.
Am 5. November 1943 wurde U 848 im Südatlantik südwestlich der Insel Ascension von den Liberators B-4, B-8 und B-12 der US-Navy Squadron VB-107 sowie zwei Mitchell der 1st Composite USAAF Squadron versenkt. Hierbei kam Rollmann mit allen Mitgliedern seiner Besatzung ums Leben.

## Auszeichnungen
- Wehrmacht-Dienstauszeichnung IV. und III. Klasse am 2. Oktober 1936 bzw. 1. April 1938
- Medaille zur Erinnerung an den 1. Oktober 1938 am 1. Oktober 1938
- Eisernes Kreuz (1939) II. Klasse am 26. September 1939
- U-Boot-Kriegsabzeichen (1939) am 12. November 1939
- Eisernes Kreuz (1939) I. Klasse am 7. Februar 1940
- Nennung im Wehrmachtbericht am 29. Juli und 2. August 1940
- Ritterkreuz des Eisernen Kreuzes am 31. Juli 1940[7][8]

## Beförderungen
- Seekadett am 12. Oktober 1926
- Fähnrich zur See am 1. April 1928
- Oberfähnrich zur See am 1. Mai 1930
- Leutnant zur See am 1. Oktober 1930
- Oberleutnant zur See am 1. Oktober 1932
- Kapitänleutnant am 1. April 1936
- Korvettenkapitän am 1. Dezember 1940
- Fregattenkapitän am 1. November 1943

## Militärischer Werdegang
- 1. April 1926 – 11. Juli 1926: Infanterieausbildung bei der Schiffsstammdivision Ostsee, Stralsund.
- 12. Juli 1926 – 24. März 1928: Bordausbildung auf dem Segelschulschiff Niobe und dem Leichten Kreuzer Emden.
- 25. März 1928 – 2. Februar 1930: Lehrgänge für Fähnriche
- 3. Februar 1930 – 22. September 1930: Bordausbildung auf dem Linienschiff Hessen.
- 23. September 1930 – 5. Januar 1931: Kompanieoffizier in der Schiffsstammdivision Ostsee.
- 6. Januar 1931 – 28. März 1931: Funktechnischer Lehrgang an der Marineschule Mürwik in Flensburg-Mürwik.
- 29. März 1931 – 29. September 1931: Divisionsleutnant und 2. Funktechnischer Offizier auf dem Leichten Kreuzer Karlsruhe.
- 30. September 1931 – 31. März 1933: Kompanieoffizier in der 1. Marine-Artillerieabteilung.
- 1. April 1933 – 25. Juli 1933: Divisionsleutnant und Fla-Artillerie-Offizier auf dem Leichten Kreuzer Karlsruhe.
- 26. Juli 1933 – 16. August 1933: Fla-Waffenlehrgang an der Küstenartillerieschule Wilhelmshaven.
- 17. August 1933 – 8. Juli 1934: 3. Offizier und Fla-Artillerieoffizier auf dem Leichten Kreuzer Karlsruhe.
- 9. Juli 1934 – 23. April 1935: Gruppenoffizier für Fähnriche an der Marineschule Mürwik.
- 24. April 1935 – 12. Mai 1935: Überplanmäßig zur Unterrichtung auf dem Linienschiff Schleswig-Holstein.
- 13. Mai 1935 – 19. Mai 1935: Besatzungsstamm des Avisos Grille; ab 20. Mai 1935 Wach- und Funktechnischer Offizier.
- 25. November 1935 – 12. Februar 1936: Hilfssachbearbeiter beim Marineattaché in London.
- 13. Februar 1936 – 18. Mai 1937: Wach-, Funktechnischer und Artillerieoffizier auf dem Aviso Grille.
- 19. Mai 1937 – 31. Januar 1938: Kommandanten-Schüler an der U-Bootsschule bzw. vom 5. September 1937 – 27. September 1937 zur Verfügung des Führers der U-Boote und Funktechnischer Offizier auf dem U-Boot-Tender Weichsel bzw. vom 5. Oktober 1937 – 18. Dezember 1937 U-Torpedooffizier-Lehrgang an der Marineschule Mürwik.
- 1. Februar 1938 – 25. Oktober 1938: Führer der Stammkompanie der U-Boot-Flottille "Hundius".
- 26. Oktober 1938 – 28. September 1940: Kommandant von U 34. Auf sieben Unternehmungen versenkte er 22 Schiffe mit 94.354 BRT. Dabei kamen 33 Menschen ums Leben.
- 2. Oktober 1940 – 11. Januar 1943: Lehrer und Kompanieoffizier in der 2. U-Lehrdivision in Gotenhafen.
- 12. Januar 1943 – 19. Februar 1943: Baubelehrung U 848 bei der 1. Kompanie / 6. Kriegsschiffbaulehrabteilung (Deschimag AG Weser in Bremen).
- 20. Februar 1943 – 5. November 1943: Kommandant von U 848. Auf seiner letzten Unternehmung versenkte er ein Schiff mit 4.573 BRT.